# Sukosari (Bandongan)
Sukosari is een bestuurslaag in het regentschap Magelang van de provincie Midden-Java, Indonesië. Sukosari telt 1559 inwoners (volkstelling 2010).